# Paul Dans
Paul Dans es un operador político republicano y un exmiembro de la Administración de Donald Trump. Actualmente, está liderando Project 2025, el Proyecto de Transición Presidencial 2025 de la Fundación Heritage destinado a remodelar el gobierno federal de EE. UU. para reflejar políticas de derecha.

## Primeros años
Dans obtuvo su licenciatura en Economía y una maestría en Planificación Urbana del Instituto Tecnológico de Massachusetts.

## Carrera
Dans trabajó en firmas de arquitectura y planificación antes de asistir a la facultad de derecho en la Universidad de Virginia, donde fue presidente del capítulo de la Federalist Society de la facultad de derecho, y luego ejerció la abogacía en la ciudad de Nueva York.
Dans trabajó como asesor principal en la Oficina de Planificación y Desarrollo Comunitario del Departamento de Vivienda y Desarrollo Urbano de EE. UU.
Luego, Dans sirvió en la Administración Trump como Jefe de Gabinete en la Oficina de Gestión de Personal de EE. UU. donde gestionó la agencia federal encargada de la política de recursos humanos para más de dos millones de trabajadores federales. También sirvió como enlace de la Oficina de Gestión de Personal con la Casa Blanca y trabajó con la Oficina de Personal Presidencial de la Casa Blanca para colocar a aproximadamente 4000 nombrados presidenciales en todo el gobierno federal. Dans fue visto como un leal a Trump y trabajó de cerca con John McEntee para remover a servidores públicos de larga data que no demostraron suficiente lealtad a Trump. Dans fue contratado sin el conocimiento de Dale Cabaniss, el director de la Oficina de Gestión de Personal, quien renunció abruptamente en 2020.
En 2023, Dans confirmó que Project 2025 tenía una relación “excelente” con el expresidente Donald Trump.